# Commonwealth Games 2022/Beachvolleyball
Bei den Commonwealth Games 2022 in Birmingham im Vereinigten Königreich fand vom 30. Juli bis 7. August 2022 im Beachvolleyball jeweils ein Wettbewerb der Frauen und der Männer statt. Ausgetragen wurden die beiden Wettbewerbe in der Innenstadt Birminghams in Smithfield Market.
In beiden Wettbewerben starteten jeweils zwölf Paarungen aus insgesamt 18 Nationen, verteilt in drei Vierergruppen. Die Gruppenersten und -zweiten sowie die beiden besten Gruppendritten zogen ins Viertelfinale ein.

## Bilanz

### Medaillengewinner
| Disziplin | Gold                               | Silber                                   | Bronze                     |
| --------- | ---------------------------------- | ---------------------------------------- | -------------------------- |
| Männer    | Paul Burnett Christopher McHugh    | Daniel Dearing Sam Schachter             | Javier Bello Joaquin Bello |
| Frauen    | Melissa Humana-Paredes Sarah Pavan | Mariafe Artacho del Solar Taliqua Clancy | Miller Pata Sherysyn Toko  |

### Medaillenspiegel
| Platz  | Land       | Gold | Silber | Bronze | Gesamt |
| ------ | ---------- | ---- | ------ | ------ | ------ |
| 1      | Australien | 1    | 1      | —      | 2      |
| 1      | Kanada     | 1    | 1      | —      | 2      |
| 3      | England    | —    | —      | 1      | 1      |
| 3      | Vanuatu    | —    | —      | 1      | 1      |
| Gesamt | Gesamt     | 2    | 2      | 2      | 6      |

## Männer

### Vorrunde

#### Gruppe A
| Pl. | Team                             | Sp. | S | N | Sätze | SV    | Pkt. |
| --- | -------------------------------- | --- | - | - | ----- | ----- | ---- |
| 1   | Daniel Dearing Sam Schachter     | 3   | 3 | 0 | 6:1   | 6,000 | 6    |
| 2   | Sainey Jawo Mbye Babou Jarra     | 3   | 2 | 1 | 5:3   | 1,667 | 5    |
| 3   | Malinta Yapa Ashen Rashmika      | 3   | 1 | 2 | 1:4   | 0,750 | 4    |
| 4   | St. Clair Hodge Shawn Seabrookes | 3   | 0 | 3 | 0:4   | 0,000 | 3    |

| Team                | Team               | Ergebnis            |
| ------------------- | ------------------ | ------------------- |
| Dearing / Schachter | Yapa / Rashmika    | 21:13, 21:12        |
| Jawo / Jarra        | Hodge / Seabrookes | 21:14, 21:7         |
| Dearing / Schachter | Hodge / Seabrookes | 21:12, 21:7         |
| Jawo / Jarra        | Yapa / Rashmika    | 21:14, 19:21, 15:9  |
| Dearing / Schachter | Jawo / Jarra       | 17:21, 21:19, 15:12 |
| Hodge / Seabrookes  | Yapa / Rashmika    | 11:21, 11:21        |

#### Gruppe B
| Pl. | Team                               | Sp. | S | N | Sätze | SV    | Pkt. |
| --- | ---------------------------------- | --- | - | - | ----- | ----- | ---- |
| 1   | Paul Burnett Christopher McHugh    | 3   | 3 | 0 | 6:0   | MAX   | 6    |
| 2   | Olivier Ntagengwa Venuste Gatsinze | 3   | 2 | 1 | 4:3   | 1,333 | 5    |
| 3   | Leo Williams Grant Goldschmidt     | 3   | 1 | 2 | 2:5   | 0,400 | 4    |
| 4   | Sajid Ismail Adam Naseem           | 3   | 0 | 3 | 2:6   | 0,333 | 3    |

| Team                   | Team                   | Ergebnis            |
| ---------------------- | ---------------------- | ------------------- |
| Ntagengwa / Gatsinze   | Williams / Goldschmidt | 21:19, 21:16        |
| Burnett / McHugh       | Ismail / Naseem        | 21:13, 21:17        |
| Burnett / McHugh       | Williams / Goldschmidt | 21:12, 21:12        |
| Ntagengwa / Gatsinze   | Ismail / Naseem        | 21:16, 14:21, 16:14 |
| Burnett / McHugh       | Ntagengwa / Gatsinze   | 21:16, 21:18        |
| Williams / Goldschmidt | Ismail / Naseem        | 21:16, 14:21, 15:11 |

#### Gruppe C
| Pl. | Team                                 | Sp. | S | N | Sätze | SV    | Pkt. |
| --- | ------------------------------------ | --- | - | - | ----- | ----- | ---- |
| 1   | Sam O’Dea Brad Fuller                | 3   | 3 | 0 | 6:0   | MAX   | 6    |
| 2   | Javier Bello Joaquin Bello           | 3   | 2 | 1 | 4:2   | 2,000 | 5    |
| 3   | Antonios Liotatis Charalambos Zorbis | 3   | 1 | 2 | 2:4   | 0,500 | 4    |
| 4   | Saaga Malosa Ampex Issac             | 3   | 0 | 3 | 0:6   | 0,000 | 3    |

| Team              | Team              | Ergebnis     |
| ----------------- | ----------------- | ------------ |
| Bello / Bello     | Malosa / Issac    | 21:10, 21:12 |
| O’Dea / Fuller    | Liotatis / Zorbis | 21:18, 21:13 |
| Bello / Bello     | Liotatis / Zorbis | 21:11, 21:18 |
| O’Dea / Fuller    | Malosa / Issac    | 21:14, 21:17 |
| Liotatis / Zorbis | Malosa / Issac    | 21:13, 21:17 |
| Bello / Bello     | O’Dea / Fuller    | 19:21, 16:21 |

### Finalrunde
|  | Viertelfinale   | Viertelfinale       | Viertelfinale    | Viertelfinale | Viertelfinale |    |                 | Halbfinale          | Halbfinale       | Halbfinale       | Halbfinale       | Halbfinale       |                  |        | Finale              | Finale            | Finale | Finale | Finale |
|  |                 |                     |                  |               |               |    |                 |                     |                  |                  |                  |                  |                  |        |                     |                   |        |        |        |
|  | Kanada          | Dearing / Schachter | 21               | 21            | -             |    |                 |                     |                  |                  |                  |                  |                  |        |                     |                   |        |        |        |
|  | Zypern Republik | Liotatis / Zorbis   | 9                | 11            | -             |    |                 |                     |                  |                  |                  |                  |                  |        |                     |                   |        |        |        |
|  | Zypern Republik | Liotatis / Zorbis   | 9                | 11            | -             |    | Kanada          | Dearing / Schachter | 15               | 21               | 15               |                  |                  |        |                     |                   |        |        |        |
|  |                 |                     |                  |               |               |    | Kanada          | Dearing / Schachter | 15               | 21               | 15               |                  |                  |        |                     |                   |        |        |        |
|  |                 | England             | Bello / Bello    | 21            | 13            | 7  |                 |                     |                  |                  |                  |                  |                  |        |                     |                   |        |        |        |
|  | England         | England             | Bello / Bello    | 21            | 13            | 7  | Bello / Bello   | 21                  | 20               | 15               |                  |                  |                  |        |                     |                   |        |        |        |
|  | England         |                     |                  |               |               |    |                 | 21                  | 20               | 15               |                  |                  |                  |        |                     |                   |        |        |        |
|  | Gambia          | Jawo / Jarra        | 16               | 22            | 12            |    |                 |                     |                  |                  |                  |                  |                  |        |                     |                   |        |        |        |
|  |                 |                     |                  |               |               |    |                 |                     |                  |                  |                  |                  |                  | Kanada | Dearing / Schachter | 21                | 17     | 18     |        |
|  |                 | Australien          | Burnett / McHugh | 17            | 21            | 20 |                 |                     |                  |                  |                  |                  |                  |        |                     |                   |        |        |        |
|  | Neuseeland      | O’Dea / Fuller      | 18               | 19            | -             |    |                 |                     |                  |                  |                  |                  |                  |        |                     |                   |        |        |        |
|  | Ruanda          | Venuste / Olivier   | 21               | 21            | -             |    |                 |                     |                  |                  |                  |                  |                  |        |                     |                   |        |        |        |
|  | Ruanda          | Venuste / Olivier   | 21               | 21            | -             |    | Ruanda          | Venuste / Olivier   | 18               | 14               | -                |                  |                  |        |                     |                   |        |        |        |
|  |                 |                     |                  |               |               |    | Ruanda          | Venuste / Olivier   | 18               | 14               | -                |                  |                  |        |                     |                   |        |        |        |
|  |                 | Australien          | Burnett / McHugh | 21            | 21            | -  |                 |                     | Spiel um Platz 3 | Spiel um Platz 3 | Spiel um Platz 3 | Spiel um Platz 3 | Spiel um Platz 3 |        |                     |                   |        |        |        |
|  | Sri Lanka       | Australien          | Burnett / McHugh | 21            | 21            | -  | Yapa / Rashmika | 21                  | Spiel um Platz 3 | Spiel um Platz 3 | Spiel um Platz 3 | Spiel um Platz 3 | Spiel um Platz 3 | 16     | 9                   |                   |        |        |        |
|  | Sri Lanka       |                     |                  |               |               |    |                 |                     |                  |                  |                  |                  |                  |        | 9                   |                   |        |        |        |
|  | Australien      | Burnett / McHugh    | 16               | 21            | 15            |    |                 |                     |                  |                  |                  |                  |                  |        | England             | Bello / Bello     | 21     | 21     | -      |
|  |                 |                     |                  |               |               |    |                 |                     |                  |                  |                  |                  |                  |        | Ruanda              | Venuste / Olivier | 11     | 12     | -      |

## Frauen

### Vorrunde

#### Gruppe A
| Pl. | Team                                  | Sp. | S | N | Sätze | SV    | Pkt. |
| --- | ------------------------------------- | --- | - | - | ----- | ----- | ---- |
| 1   | Melissa Humana-Paredes Sarah Pavan    | 3   | 3 | 0 | 6:0   | MAX   | 6    |
| 2   | Alice Zeimann Shaunna Polley          | 3   | 2 | 1 | 4:2   | 2,000 | 5    |
| 3   | Brackcides Khadambi Gaudencia Makokha | 3   | 1 | 2 | 2:5   | 0,400 | 4    |
| 4   | Juliana Aryee Rashaka Katadat         | 3   | 0 | 3 | 1:6   | 0,167 | 3    |

| Team                   | Team               | Ergebnis            |
| ---------------------- | ------------------ | ------------------- |
| Humana-Paredes / Pavan | Aryee / Katadat    | 21:7, 21:6          |
| Zeimann / Polley       | Khadambi / Makokha | 21:10, 21:19        |
| Humana-Paredes / Pavan | Khadambi / Makokha | 21:15, 21:5         |
| Zeimann / Polley       | Aryee / Katadat    | 21:10, 21:13        |
| Khadambi / Makokha     | Aryee / Katadat    | 16:21, 21:13, 15:12 |
| Humana-Paredes / Pavan | Zeimann / Polley   | 32:30, 21:10        |

#### Gruppe B
| Pl. | Team                                      | Sp. | S | N | Sätze | SV    | Pkt. |
| --- | ----------------------------------------- | --- | - | - | ----- | ----- | ---- |
| 1   | Mariafe Artacho del Solar Taliqua Clancy  | 3   | 3 | 0 | 6:0   | MAX   | 6    |
| 2   | Zoi Konstantopoulou Manolina Konstantinou | 3   | 2 | 1 | 5:4   | 2,000 | 5    |
| 3   | Deepika Bandara Chathurika Weerasinghe    | 3   | 1 | 2 | 2:4   | 0,500 | 4    |
| 4   | Phylecia Armstrong Suraya Chase           | 3   | 0 | 3 | 0:6   | 0,000 | 3    |

| Team                           | Team                           | Ergebnis     |
| ------------------------------ | ------------------------------ | ------------ |
| Artacho / Clancy               | Bandara / Weerasinghe          | 21:10, 21:12 |
| Konstantopoulou / Konstantinou | Armstrong / Chase              | 21:7, 21:17  |
| Artacho / Clancy               | Armstrong / Chase              | 21:7, 21:6   |
| Konstantopoulou / Konstantinou | Bandara / Weerasinghe          | 21:8, 21:10  |
| Artacho / Clancy               | Konstantopoulou / Konstantinou | 21:14, 21:13 |
| Armstrong / Chase              | Bandara / Weerasinghe          | Aufgabe      |

#### Gruppe C
| Pl. | Team                         | Sp. | S | N | Sätze | SV    | Pkt. |
| --- | ---------------------------- | --- | - | - | ----- | ----- | ---- |
| 1   | Miller Pata Sherysyn Toko    | 3   | 3 | 0 | 6:0   | MAX   | 6    |
| 2   | Jessica Grimson Daisy Mumby  | 3   | 2 | 1 | 4:2   | 2,000 | 5    |
| 3   | Lynne Beattie Melissa Coutts | 3   | 1 | 2 | 2:4   | 0,500 | 4    |
| 4   | Rose Gwali Hannah Donga      | 3   | 0 | 3 | 0:6   | 0,000 | 3    |

| Team             | Team             | Ergebnis     |
| ---------------- | ---------------- | ------------ |
| Pata / Toko      | Beattie / Coutts | 21:10, 21:14 |
| Grimson / Mumby  | Gwali / Donga    | 21:10, 21:6  |
| Pata / Toko      | Gwali / Donga    | 21:8, 21:7   |
| Grimson / Mumby  | Beattie / Coutts | 21:17, 21:15 |
| Beattie / Coutts | Gwali / Donga    | 21:6, 21:16  |
| Grimson / Mumby  | Pata / Toko      | 9:21, 19:21  |

### Finalrunde
|  | Viertelfinale   | Viertelfinale                  | Viertelfinale    | Viertelfinale | Viertelfinale |    |                  | Halbfinale             | Halbfinale       | Halbfinale       | Halbfinale       | Halbfinale       |                  |        | Finale                 | Finale           | Finale | Finale | Finale |
|  |                 |                                |                  |               |               |    |                  |                        |                  |                  |                  |                  |                  |        |                        |                  |        |        |        |
|  | Kanada          | Humana-Paredes / Pavan         | 21               | 21            | -             |    |                  |                        |                  |                  |                  |                  |                  |        |                        |                  |        |        |        |
|  | Sri Lanka       | Bandara / Weerasinghe          | 9                | 11            | -             |    |                  |                        |                  |                  |                  |                  |                  |        |                        |                  |        |        |        |
|  | Sri Lanka       | Bandara / Weerasinghe          | 9                | 11            | -             |    | Kanada           | Humana-Paredes / Pavan | 29               | 21               | 19               |                  |                  |        |                        |                  |        |        |        |
|  |                 |                                |                  |               |               |    | Kanada           | Humana-Paredes / Pavan | 29               | 21               | 19               |                  |                  |        |                        |                  |        |        |        |
|  |                 | Neuseeland                     | Zeimann / Polley | 31            | 14            | 17 |                  |                        |                  |                  |                  |                  |                  |        |                        |                  |        |        |        |
|  | Neuseeland      | Neuseeland                     | Zeimann / Polley | 31            | 14            | 17 | Zeimann / Polley | 21                     | 21               | -                |                  |                  |                  |        |                        |                  |        |        |        |
|  | Neuseeland      |                                |                  |               |               |    |                  | 21                     | 21               | -                |                  |                  |                  |        |                        |                  |        |        |        |
|  | England         | Grimson / Mumby                | 13               | 15            | -             |    |                  |                        |                  |                  |                  |                  |                  |        |                        |                  |        |        |        |
|  |                 |                                |                  |               |               |    |                  |                        |                  |                  |                  |                  |                  | Kanada | Humana-Paredes / Pavan | 22               | 21     | 15     |        |
|  |                 | Australien                     | Clancy / Artacho | 24            | 17            | 12 |                  |                        |                  |                  |                  |                  |                  |        |                        |                  |        |        |        |
|  | Vanuatu         | Pata / Toko                    | 29               | 30            | -             |    |                  |                        |                  |                  |                  |                  |                  |        |                        |                  |        |        |        |
|  | Zypern Republik | Konstantopoulou / Konstantinou | 27               | 28            | -             |    |                  |                        |                  |                  |                  |                  |                  |        |                        |                  |        |        |        |
|  | Zypern Republik | Konstantopoulou / Konstantinou | 27               | 28            | -             |    | Vanuatu          | Pata / Toko            | 24               | 16               | -                |                  |                  |        |                        |                  |        |        |        |
|  |                 |                                |                  |               |               |    | Vanuatu          | Pata / Toko            | 24               | 16               | -                |                  |                  |        |                        |                  |        |        |        |
|  |                 | Australien                     | Clancy / Artacho | 26            | 21            | -  |                  |                        | Spiel um Platz 3 | Spiel um Platz 3 | Spiel um Platz 3 | Spiel um Platz 3 | Spiel um Platz 3 |        |                        |                  |        |        |        |
|  | Schottland      | Australien                     | Clancy / Artacho | 26            | 21            | -  | Beattie / Coutts | 11                     | Spiel um Platz 3 | Spiel um Platz 3 | Spiel um Platz 3 | Spiel um Platz 3 | Spiel um Platz 3 | 11     | -                      |                  |        |        |        |
|  | Schottland      |                                |                  |               |               |    |                  |                        |                  |                  |                  |                  |                  |        | -                      |                  |        |        |        |
|  | Australien      | Clancy / Artacho               | 21               | 21            | -             |    |                  |                        |                  |                  |                  |                  |                  |        | Neuseeland             | Zeimann / Polley | 21     | 20     | 10     |
|  |                 |                                |                  |               |               |    |                  |                        |                  |                  |                  |                  |                  |        | Vanuatu                | Pata / Toko      | 10     | 22     | 15     |